# Tarnawa Rzepińska
Tarnawa Rzepińska (niem. Tornow) – wieś w Polsce położona w województwie lubuskim, w powiecie sulęcińskim, w gminie Torzym.
W latach 1975–1998 miejscowość administracyjnie należała do województwa zielonogórskiego.
Wieś położona jest w pobliżu autostrady A2 oraz drogi krajowej nr 92.